# Dammi un motivo
Dammi un motivo è un singolo del rapper italiano Izi, pubblicato il 30 aprile 2019 come secondo estratto dal terzo album in studio Aletheia.

## Descrizione
Il brano, presentato come nuovo singolo, è in realtà un rifacimento dell'omonimo pezzo contenuto nel mixtape di esordio di Izi, Kidnapped Mixtape. Quella di riproporre un brano già realizzato in passato resta comunque una scelta non nuova per Izi. La produzione è stata curata da Mace.
Izi si è esibito in Dammi un motivo in occasione del concerto del Primo Maggio, a Roma.

## Tracce
Download digitale
1. Dammi un motivo – 3:25

## Classifiche
| Classifica (2019) | Posizione massima |
| ----------------- | ----------------- |
| Italia            | 55                |